# Storm Hunter
Storm Hunter (nascida Sanders; em 11 de agosto de 1994) é uma tenista profissional australiana. 
Hunter alcançou o melhor ranking de simples de sua carreira, nº 119 do mundo, em 18 de outubro de 2021, e o melhor ranking de duplas, de nº 1 mundial, em 6 de novembro de 2023, tornando-se a terceira mulher australiana a ocupar o primeiro lugar.
Hunter conquistou seu primeiro título de Grand Slam em duplas mistas no US Open de 2022. Ela também ganhou sete títulos de duplas no WTA Tour, um título de duplas no WTA Challenger Tour, bem como três títulos de simples e vinte e um títulos de duplas no Circuito Feminino da ITF.
Hunter estreou no Circuito ITF Junior em dezembro de 2007, e no circuito sênior em novembro de 2008. Ela venceu seu primeiro torneio profissional em fevereiro de 2013.
Hunter também representou a Austrália nos Jogos Olímpicos de Verão de 2020, que devido à pandemia de COVID-19 foram realizados em 2021, chegando às quartas de final na competição de duplas femininas.
Hunter casou-se em novembro de 2022 com Loughlin Hunter e adotou o sobrenome do marido a partir de 2023.

## Vida pregressa
Hunter nasceu em Rockhampton [en], onde começou a jogar tênis aos seis anos de idade, depois de assistir ao Australian Open na televisão. Seu pai a inscreveu em um clube de tênis local, onde ela foi treinada por Robert Beak. Seu progresso inicial foi lento - nas palavras de Beak, Storm "não era a mais talentosa", apesar de sua forte ética de trabalho e determinação - até que, de acordo com Beak, as habilidades de Hunter melhoraram repentina e rapidamente depois de "algo acender".
Beak treinou Hunter até ela se mudar para Perth com seus pais em 2005. Hunter continuou jogando tênis e retornou a Queensland no ano seguinte para representar a Austrália Ocidental na Bruce Cup em Mackay em agosto de 2006 e para competir no Head Queensland State Age Championships em Rockhampton em setembro de 2006.
Hunter cursou o ensino médio no Kolbe Catholic College, mas se formou na Escola de Educação Isolada e à Distância na Austrália Ocidental em 2011, após o que recebeu uma bolsa para escola de tênis em Melbourne. Em 2013, Hunter começou a frequentar a Universidade de Canberra, onde completou o "Bachelor of Science" em Psicologia.
Os pais e o irmão mais novo de Storm servem na Força de Defesa Australiana.

## Carreira profissional

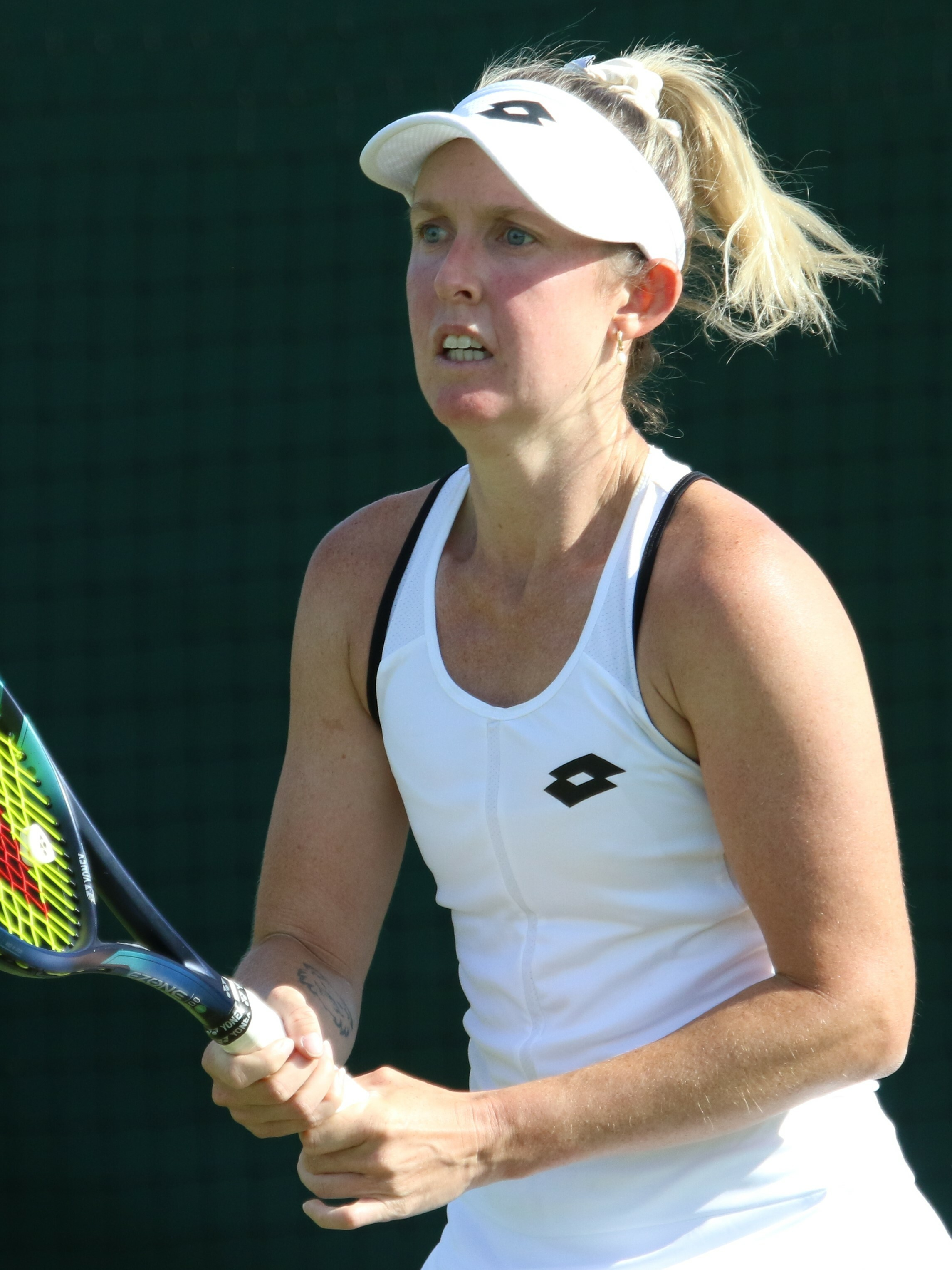
Storm Hunter
em Wimbledon, 2022.

### 2022: Primeiros títulos WTA 1000 e 500, semifinal do US Open e título de duplas mistas, número 8 do mundo
No Stuttgart Open em abril, Hunter jogou contra contra Emma Raducanu na primeira rodada e acabou perdendo em sets diretos, depois de vir do qualificatório do torneio.
Hunter venceu o US Open de 2022 nas mistas, formando parceria  com um tenista também da Austrália, o veterano John Peers e avançou até a semifinal com a estadunidense Caroline Dolehide.
No Guadalajara Open que encerra a temporada de WTA 1000 em outubro, Hunter avançou até a final que foi acirrada, eem três sets foi campeã ao lado da brasileira Luisa Stefani, jogando contra a brasileira Beatriz Haddad Maia e a cazaque Anna Danilina, apesar de uma tempestade ter forçado Stefani e Hunter a jogarem a semifinal poucas horas antes.

### 2023: Primeira final de Major, dois títulos WTA 1000, primeira vitória em Major, estreia em Wimbledon em simples, número 1 do mundo em duplas
Hunter chegou às quartas de final consecutivas no Australian Open com a nova parceira Elise Mertens, mas elas caíram para a dupla Marta Kostyuk e Elena-Gabriela Ruse.
No Miami Open, Hunter se classificou para a chave principal, mas perdeu na primeira rodada para Sofia Kenin. Em duplas no mesmo torneio, ela alcançou as quartas de final consecutivas com Mertens no nível WTA 1000, após uma participação nas quartas de final em Indian Wells.
No Aberto da Itália, Hunter conquistou seu segundo título WTA 1000 em parceria com Mertens. Como resultado, ela alcançou o 5º lugar do mundo em duplas em 22 de maio de 2023.
Hunter passou pela qualificatória para o Aberto da França em simples pela segunda vez e registrou sua primeira vitória em um Major sobre Nuria Párrizas Díaz [en]. No mesmo torneio em duplas, ela perdeu na terceira rodada com Mertens para a dupla cabeça-de-chave N° 15 Veronika Kudermetova e Liudmila Samsonova, e em duplas mistas, chegou à segunda rodada com o compatriota John Peers.
Hunter também passou pela qualificatória para a chave principal de simples em Wimbledon, completando assim o conjunto de participações em Majors em simples.
Hunter conquistou seu segundo título WTA 1000 com Mertens no Guadalajara Open e o terceiro neste nível, derrotando  Erin Routliffe e Gabriela Dabrowski. Ela alcançou o segundo lugar do mundo na classificação dupla em 25 de setembro de 2023. No mesmo torneio, ela venceu sua primeira partida de simples contra Irina Shymanovich [en], sua primeira vitória neste nível desde Miami 2021. Ela perdeu para a segunda cabeça de chave e eventual finalista Maria Sakkari. Ao chegar às semifinais do WTA Finals, Hunter se tornou a número 1 do mundo em duplas em 6 de novembro de 2023.

### 2024: Terceira rodada de simples do Australian Open
Classificada em 180º lugar no ranking, Hunter passou pela qualificatória do Australian Open e alcançou a terceira rodada pela primeira vez na chave de simples em um Major. Seu desempenho garantiu o maior progresso de uma australiana vinda da qualificatória na chave principal de simples feminina do Australian Open em 39 anos. Na chave de duplas, com sua parceira Kateřina Siniaková chegaram à semifinal, que perderam para a dupla Hsieh Su-wei / Elise Mertens em jogo de três sets.

## Finais de Majors

### Duplas mistas
| Status | Data | Torneio | Piso | Parceiro   | Adversários                             | Resultado        |
| ------ | ---- | ------- | ---- | ---------- | --------------------------------------- | ---------------- |
| Venceu | 2022 | US Open | Duro | John Peers | Kirsten Flipkens Édouard Roger-Vasselin | 4–6, 6–4, [10–7] |

## Finais WTA

### Duplas: 10 (5 títulos, 5 vices)
| Status | V–D | Data     | Torneio                           | Categoria     | Piso   | Parceira           | Adversárias                           | Resultado                  |
| ------ | --- | -------- | --------------------------------- | ------------- | ------ | ------------------ | ------------------------------------- | -------------------------- |
| Venceu | 1–0 | Jun 2017 | Nottingham Open, Reino Unido      | International | Grama  | Monique Adamczak   | Jocelyn Rae Laura Robson              | 6–4, 4–6, [10–4]           |
| Perdeu | 1–1 | Set 2017 | Aberto de Tóquio, Japão           | International | Duro   | Monique Adamczak   | Shuko Aoyama Yang Zhaoxuan            | 0–6, 6–2, [5–10]           |
| Perdeu | 1–2 | Set 2017 | Guangzhou Open, China             | International | Duro   | Monique Adamczak   | Elise Mertens Demi Schuurs            | 2–6, 3–6                   |
| Venceu | 2–2 | Fev 2020 | Hua Hin Championships, Tailândia  | International | Duro   | Arina Rodionova    | Barbara Haas Ellen Perez              | 6–3, 6–3                   |
| Perdeu | 2–3 | Set 2020 | İstanbul Cup, Turquia             | International | Saibro | Ellen Perez        | Alexa Guarachi Desirae Krawczyk       | 1–6, 3–6                   |
| Perdeu | 2–4 | Abr 2021 | Charleston Open, EUA              | WTA 250       | Saibro | Ellen Perez        | Hailey Baptiste Caty McNally          | 7–6(7–4), 4–6, [6–10]      |
| Perdeu | 2–5 | Jun 2021 | Nottingham Open, RU               | WTA 250       | Grama  | Caroline Dolehide  | Lyudmyla Kichenok Makoto Ninomiya     | 4–6, 7–6(7–3), [8–10]      |
| Venceu | 3–5 | Jan 2022 | Adelaide International, Australia | WTA 500       | Duro   | Ashleigh Barty     | Darija Jurak Schreiber Andreja Klepač | 6–1, 6–4                   |
| Venceu | 4–5 | Jun 2022 | WTA de Berlim, Alemanha           | WTA 500       | Grama  | Kateřina Siniaková | Alizé Cornet Jil Teichmann            | 6–4, 6–3                   |
| Venceu | 5–5 | Out 2022 | Guadalajara Open, México          | WTA 1000      | Duro   | Luisa Stefani      | Anna Danilina Beatriz Haddad Maia     | 7–6(7–4), 6–7(2–7), [10–8] |